# Fjolde
Fjolde (dansk) eller Viöl (tysk) er en landsby og kommune beliggende nord for Arlåen mellem Husum og Slesvig by på midtsletten i Sydslesvig. Administrativt hører kommunen under Nordfrislands kreds i den nordtyske delstat Slesvig-Holsten. Kommunen samarbejder på administrativt plan med andre kommuner i omegnen i Fjolde kommunefællesskab (Amt Viöl). Fjolde er sogneby i Fjolde Sogn. Sognet lå i Nørre Gøs Herred (Bredsted Amt, senere Flensborg Amt, Sønderjylland), da området tilhørte Danmark.

## Geografi
Landsbyen er beliggende ved Arlåen på den sydslesvigske gest. Arealet omkring Fjolde er højtliggende og bakket, gennemskåret af flere mose-, hede- og skovstrækninger.
I 1976 blev Højfjolde (Hochviöl) og Hokstrup (Hoxtrup) indlemmet. Kommunen omfatter også landsbyerne Bokslund (Boxlund), Egstok (Eckstock) og Kragelund samt bebyggelserne Agebro (Ackebroe) og Lurup. Modsat de andre landsbyer i kommunen hører den syd for Arlåen beliggende landsby Højfjolde historisk under Svesing Sogn i Sønder Gøs Herred.

## Historie
Fjolde er første gang nævnt 1389. På jysk (fjoldemål) udtales stednavnet Fjålj. Den tyske udtaleform med -ö- hviler på ældre tyske skrivemåder, der optræder tidligst i 1464. Konsonantkombinationen -ld var i den danske dialekt i 1600- og 1700-tallet blevet til palatalt -l-.
I Gøsherrederne forekommer der flere stednavne med endelsen -fjolde. Ud over sognebyen Fjolde kan nævnes Arenfjolde (nord for Øster Ørsted i Svesing sogn), Arenfjoldemark, Højfjolde (sydvest for Fjolde ved Arlåen) og Østerfjolde (øst for Husum). Endelsen stammer fra gammeldansk Fialdæ med kort a, som betyder dyrket jord og som er (i Fjoldes tilfælde) blevet forlænget foran -ld og derefter rundet til -å-. Sammenhængen mellem de fjolde-byer i Sydslesvig er dog uklar. Måske er der en historisk forbindelse med landsbyer Fjelde, Døllefjelde og Højfjelde på Lolland 
Til Fjolde knytter sig folkesagnet om underjordiske i en høj ved Fjolde-Aggebro.
Den danske fotogtaf Christian Nissen Franzen kom fra Fjolde.

## Fjolde-madonnaen
Under oprydning på kirkens loft i 1900 fandtes den såkaldte Fjoldemadonna. Skulpturen viser en siddende madonna med barn. Den er skabt af en anonym kunstner med kendskab til nordfransk gotisk kunst i midten af 1200-tallet. I 1901 erhvervede Musumsbjerget i Flensborg Fjolde-madonnaen, som nu er del af udstillingen. Kirken rummer siden 1980'erne en kopi, der er anbragt i en niche i korbuevæggen.
Fjolde-madonnaen er let skadet idet kronen er defekt og den mangler højre hånd. Barnet mangler begge hænder, og der er revner i træet.

## Dialekt
I området omkring Fjolde taltes indtil 1900-tallet den sønderjyske dialekt Fjoldemål, som holdt sig længere her end i omegnen på grund af sognets isolerede beliggenhed på gesten mellem åer, enge og heder. Fjoldemålet var en af de mest arkaiske danske dialekter og havde blandt andet bevaret personbøjning af verber. Dialekten er velbeskrevet i ordbøger og andre videnskabelige skrifter.